# Атанас Ганев
Атана̀с Петро̀в Га̀нев е български актьор, театрален режисьор и поет.

## Биография
Роден е на 29 юли 1954 г. в гр. Свищов. Завършва ВИТИЗ със специалност актьорско майсторство в класа на проф. Филип Филипов през 1983 г. През 1995 г. завършва академията със специалност режисура за драматичен театър в класа на проф. Крикор Азарян.
Изиграва над 70 роли в Драматичен театър „Йордан Йовков“ – Добрич, Народен театър „Иван Вазов“ – София, Драматичен театър „Н. Й. Вапцаров“ – Благоевград, Драматично-куклен театър „Васил Друмев“ – Шумен, Драматичен театър „Стоян Бъчваров“ – Варна.
Поставил 11 постановки като режисьор на сцената на добричкия театър.
Директор е на Драматичен театър „Йордан Йовков“ – Добрич в периода 2002 – 2009 г.
През февруари 2011 г. издава единствената си стихосбирка, озаглавена „Прехапани викове“.
Умира на 14 септември 2012 г. в София.

## Театрални роли
Народен театър „Иван Вазов“, София
- „Унижените и оскърбените“ – Оберкелнер – реж. Филип Филипов
- „За честта на пагона“ – Командуващ парада – реж. Филип Филипов
- „Сенки“ – Лицето – реж. проф. Кръстьо Мирски
- „Под игото“ – Петър Овчаров – реж. Филип Филипов
- „Под игото“ – Отец Иротей – реж. Филип Филипов
- „Под игото“ – Ганко Кафеджията – реж. Филип Филипов
- „Майор Барбара“ – Армия на спасението – реж. Филип Филипов

НАТФИЗ „Кръстьо Сарафов“, София
- „Унижените и оскърбените“ – Иван Петрович – реж. Д. Стоянов
- „Унижените и оскърбените“ – Архипов
- „Дванадесета нощ“ – Сър Тоби – реж. Филип Филипов
- „Дванадесета нощ“ – стражар – реж. Филип Филипов
- „Всеки си има мнение“ – Гост – реж. Минка Долапчиева
- „Безсмъртни мои мъртви“ – Лицето на поета – реж. Филип Филипов
- „И да се слея с песента“– Поетически спектакъл – реж. Филип Филипов

Драматичен театър „Йордан Йовков“, Добрич
- „Когато розите танцуват“ – Колоездача – реж. Любомир Малинов
- „Музика от Шатровец“ – Бончо Чиличев – реж. Мишо Василев
- „Снежната кралица“ – Разказвача – реж. Любомир Малинов
- „С любовта шега не бива“ – Пердикан – реж. Любомир Малинов
- „Чифликът край границата“ – Йосиф – реж. Надежда Сейкова
- „Цената“ – Виктор Франц – реж. Любомир Малинов
- „Дванадесета нощ“ – Малволио – реж. Любомир Малинов
- „Градината на чичо Блум“ – Чинганцио – реж. Любомир Малинов
- „Главанаци“ – Дядо Божко – реж. Таско Гигов
- „Светая светих“ – Калин Абабий – реж. Хр. Кръчмаров
- „Светая светих“ – Мъжът – реж. Хр. Кръчмаров
- „Съперници“ – Шет – реж. Надежда Сейкова
- „Мъжемразка“ – Борилов – реж. Надежда Сейкова
- „История с метрампаж“ – Потапов – реж. Петър Будевски
- „Чучулигата“ – Брат Ладвеню – реж. Петър Будевски
- „Кралят елен“ – Дерамо – реж. Констанца
- „Кучешко сърце“ – П. Александрович – реж. Илдар Гилязев
- „Самоубиецът“ – А. Петрович – реж. Любомир Малинов
- „Поезията на Трендафил Акациев“ – Джанко Глогинкин – реж. Недялко Йорданов
- „Големанов“ – Герги – реж. Никола Петков
- „Службогонци“ – Хоров – реж. Богдан Сърчаджиев
- „Немили-недраги“ – Бръчков – реж. Надежда Сейкова
- „Игра на Едип“ – Антонин Струна – реж. Л. Малинов
- „Игра на Едип“ – Асистент – реж. Любомир Малинов
- „Игра на Едип“ – Приятел – реж. Любомир Малинов
- „Игра на Едип“ – Хилас – реж. Любомир Малинов
- „Игра на Едип“ – Дремел – реж. Любомир Малинов
- „Игра на Едип“ – Затворник – реж. Любомир Малинов
- „Инспекторът е дошъл“ – Дж. Крофт – реж. Любомир Малинов
- „Черна комедия“ – Бриндоли – реж. Любомир Малинов
- „Страшният съд“ – Следователят – реж. Любомир Малинов
- „Албена“ – Иван Синебирски – реж. Румен Велев
- „Око под наем“ – Чарлс Сидли – реж. Румен Велев
- „Хитрините на Скапен“ – Октав – реж. Любомир Малинов
- „Боряна“ – Ендрю – реж. Красимир Ранков
- „Дядо Коледа е боклук“ – Радам Прескович – реж. Ил. Дончев
- „Приключения опасни със герои сладкогласни“ – бухалът Илия – реж. Петър Будевски
- „Онова нещо“ – Филип – реж. Димитър Стоянов
- „Да си вземеш жена от село“ – сър Джеспер Фиджет-реж. Стефан Стайчев
- „Вечери в Антимовския хан“ – Баташки – реж. Христо Стойчев
- „Вечери в Антимовския хан“ – Алтънов – реж. Христо Стойчев
- „Вечери в Антимовския хан“ – дядо Моско – реж. Христо Стойчев
- „Вечери в Антимовския хан“ – Гунчо – реж. Христо Стойчев
- „Оркестър Титаник“ – Мето – реж. Пламен Панев
- „Гримьорната“ – Звездата – реж. Борис Панкин
- „А на заранта те се събудиха“ – Очилатият – реж. Николай Николаев
- „Джон и Джо“ – Джон – реж. Ал. Илинденов

Драматичен театър „Никола Вапцаров“, Благоевград
- „Величието и падението на Стамболов“ – Коста Паница – реж. Борис Панкин
- „Майстори“ – Майстор Славчо – реж. Бойко Богданов
- „Ха да видим кой-кого“ – Попа – реж. Стефан Поляков
- „Иконостаса“ – Разказвача – реж. Любо Даковски

Драматичен театър „Васил Друмев“, Шумен
- „В старо село накрай света“ – Бай Кольо – реж. Борис Панкин
- „Президентска опера“ – Тигър – реж. Борис Панкин
- „Президентска опера“ – Матиас – реж. Борис Панкин

Драматичен театър „Стоян Бъчваров“, Варна
- „Член 223“ – Бубаров – реж. Ал. Илинденов

## Филмография
- „Третото лице“ (1983)
- „Под прикритие“ – сезон 2, еп 4 – Калоян Минчев (2011)
- „Кантора Митрани“ – еп. 3 – Горанов (2012), 12 серии

## Дублаж
- „Снежанка и седемте джуджета“ – Веселушко, 2001
- „Клуб Маус“ – Веселушко, 2003

## Постановки като режисьор
- „В очакване на гостите“ – Зифрид Петров – НАТФИЗ „Кр. Сарафов“
- „Кредитори“ – Август Стриндберг – ДТ „Йордан Йовков“ – Добрич
- „Котарака с чизми“ – Нина Стойчева – Дачева – ДТ „Йордан Йовков“ – Добрич
- „Джуджето Дългоноско“ драматизация Юрий Дачев по приказката на Вилхелм Хауф – ДТ „Васил Друмев“ – Шумен
- „Среднощен град“ – Андрей Филипов – ДТ „Йордан Йовков“ – Добрич
- „Око под наем“ – Питър Шафър – ДТ „Йордан Йовков“ – Добрич
- „Антигона в Ню Йорк“ – Януш Гловацки – ДТ „Йордан Йовков“ – Добрич
- „Прозорецът убиец“ – Рей Куни – ДТ „Йордан Йовков“ – Добрич
- „Любовникът“ – Харолд Пинтър – ДТ „Йордан Йовков“ – Добрич
- „Красавицата и звяра“ – драматизация В. Славянов – ДТ „Йордан Йовков“ – Добрич
- „Драскотини от дъжда“ – Яна Добрева – ДТ „Йордан Йовков“ – Добрич